# Colonomyces
Colonomyces är ett släkte av svampar. Colonomyces ingår i familjen Euceratomycetaceae, ordningen Laboulbeniales, klassen Laboulbeniomycetes, divisionen sporsäcksvampar och riket svampar.
|             | Pseudoecteinomyces                           |
|             |                                              |
| Colonomyces | \| \| Colonomyces appendiculatus \| \| \| \| |
|             | \| \| Colonomyces appendiculatus \| \| \| \| |
|             | Cochliomyces                                 |
|             |                                              |
|             | Euceratomyces                                |
|             |                                              |
|             | Euzodiomyces                                 |
|             |                                              |
|             | Colonomyces appendiculatus                   |
|             |                                              |

|  | Colonomyces appendiculatus |
|  |                            |